# Anne-Louise-Marie de Beauvau-Craon
Pour les articles homonymes, voir Famille de Beauvau, Beauvau-Craon et Beauvau.
 (mai 2021).
 (juillet 2025).
Motif : pas de sources secondaires centrées, épouse de... mais la notoriété n'est pas contagieuse
- Archive Wikiwix
- Bing
- Cairn
- DuckDuckGo
- E. Universalis
- Gallica
- Google
- G. Books
- G. News
- G. Scholar
- Persée
- Qwant
- (zh) Baidu
- (ru) Yandex
- (wd) trouver des œuvres sur Wikidata

| 1. | Préciser le motif de la pose du bandeau. | Précisez le motif de la pose du bandeau en utilisant la syntaxe suivante : {{admissibilité à vérifier\|date=août 2025\|motif=remplacez ce texte par le motif}}                                          |
| 2. | Informer les utilisateurs concernés.     | Pensez à avertir le créateur de l'article, par exemple, en insérant le code ci-dessous sur sa page de discussion : {{subst:avertissement admissibilité à vérifier\|Anne-Louise-Marie de Beauvau-Craon}} |

Anne-Louise-Marie de Beauvau-Craon, princesse de Poix, née le 1er avril 1750 et morte le 20 novembre 1834, est une aristocrate française.

## Famille
Anne-Louise-Marie de Beauvau-Craon est la fille de Charles-Juste de Beauvau-Craon (fils de Marc) et de sa première épouse Marie-Sophie-Charlotte de La Tour d'Auvergne, fille du duc de Bouillon. Anne-Louise-Marie sera le seul enfant du prince de Beauvau.
Elle épouse à l'âge de dix-sept ans le 9 septembre 1767 Philippe-Louis de Noailles, prince de Poix, surnommé "le petit Poix" en raison de sa taille, qui a quatorze ans ; il  est le fils de Philippe de Noailles, duc de Mouchy, et d'Anne-Claude-Louise d'Arpajon, dame d'honneur de Marie-Antoinette qui la surnomma "madame l'Etiquette".
Ils auront deux enfants :
- Charles-Arthur-Tristan Languedoc de Noailles (1771-1834), pair de France et député ;
- Just de Noailles (1777-1846), ambassadeur et député.

## Biographie

### Les premières années
Anne-Louise-Marie voit le jour en 1750 à Lunéville, elle passe ses premières années à la cour du roi Stanislas où sa famille occupait la première place. D'un visage charmant, on remarqua dans son enfance une jambe plus faible qui la rendit progressivement boiteuse.
Envoyée au Couvent de Port-Royal, elle y reçut une éducation de qualité et fit la connaissance d'amies qui devait lui être tendrement attachées toute sa vie: Mlle de Poyenne plus tard duchesse de Sully, Marie-Amélie de Boufflers, plus tard duchesse de Lauzun, et Geneviève de Gramont, plus tard comtesse d'Ossun.
La mort de sa mère puis le remariage de son père (avec son ancienne maîtresse) fut pour elle la première épreuve de sa vie.
Il fut question pour Anne-Louise-Marie de plusieurs partis lorsque le temps fut venu de parler mariage cependant beaucoup de projets échouèrent, dont celui avec Armand-Louis de Gontaut-Biron, duc de Lauzun. Anne-Louise-Marie épousa finalement le fils du duc de Mouchy, prince de Poix.
La vicomtesse de Noailles décrit son aïeule comme: "jolie, pleine d'esprit et de vivacité, développée, intelligente comme on l'était rarement" à cette époque et son jeune époux comme " gâté jusqu'à la folie et si petit pour son âge qu'il fallut, le jour de ses noces, l'asseoir sur une grande chaise pour qu'il fût au niveau de sa femme". Leur mariage, contrairement aux unions du temps, se passa dans la meilleure entente, le prince admirant son épouse et celle-ci agissant presque maternellement avec lui.
La princesse de Poix tenait un salon où elle recevait tout ce qu'il y avait de plus brillant au sein de la société du temps et notamment les partisans des idées nouvelles tels que Lally-Tollendal, l'abbé de Montesquiou, le marquis de La Fayette, les ducs de Guines et de Liancourt, ainsi que pour les dames, Mmes d'Hénin, de Tessé, de Lauzun, de Simiane, d'Ossun etc.
Quatre ans après son mariage et âgée de 21 ans, elle donna naissance à Charles. En 1777, elle donna naissance à son second enfant, Just, mais la grossesse ne se passa pas aussi bien que la première. Elle tomba malade, son handicap s'accentua et elle en perdit l'usage d'une de ses jambes. Très entourée, elle en profita pour se cultiver encore davantage et rassembler ses amis auprès d'elle. Elle épouse les idées nouvelles se montra une fervente admiratrice de La Fayette et de Necker.
La princesse maria son premier fils à Mlle de Laborde, fille du richissime financier.

### La Révolution
Le couple était partisan des idées nouvelles mais attaché à la famille royale dont le prince était une sorte de favori. Celui-ci fut élu député de Picardie et fut partisan de réformes modérées contrairement à ses collègues picards. Tout d'abord populaire, il perdit progressivement son crédit et décida peu avant les journées d'Octobre de donner sa démission de Commandant Général de la garde bourgeoise de Versailles puis prend le chemin de l'émigration pour Coblence.
La famille royale étant en danger, le prince décide de se porter à son secours et se bat lors de la prise des Tuileries. Le roi doit lui demander plusieurs fois de le quitter pour que celui-ci se décide à s'enfuir. Après le 10 août 1792, la tête du prince fut mise à prix et il dut fuir et resta caché six semaines. Le duc et la duchesse de Mouchy, ses beaux-parents, furent arrêtés et exécutés, de même que la maréchale de Noailles, la duchesse de Noailles (belle-fille de la dernière) et sa fille. La Révolution emporta aussi parmi les amis de la princesse : les duchesses de Biron, de Gramont,... La princesse de Poix ne dut qu'à son infirmité sa survie, elle fut gardée à son domicile de Paris en compagnie de son fils cadet. Le 9 Thermidor les sauva.
Le prince quant à lui s'engagea dans l'armée des Princes puis se réfugia en Angleterre. La princesse passa cette époque entourée de sa belle-mère la princesse de Beauvau, de sa belle-sœur la duchesse de Duras, de Mme de Simiane, de l'abbé de Damas et de l'abbé de Montesquiou. À la mort de ses beaux-parents, la princesse fut chassée de l'hôtel de Mouchy et se réfugia avec sa petite société dans quelques pièces de l'hôtel de Beauvau où demeurait encore sa belle-mère la princesse.
Après le 18 Brumaire, le prince rentra en France et la princesse récupéra une partie de leur fortune et vécut entre chez elle et chez sa belle-mère la princesse de Beauvau qui recevait tous ses anciens amis dont certains comme Boissy d'Anglas avaient été ses protégés. En 1803, alors âgé de 53 ans, la princesse maria très avantageusement son second fils Just avec Françoise Xavière Mélanie Honorine de Talleyrand-Périgord, nièce de Talleyrand.
Ce succès familial est quelque peu assombri par la perte de la princesse de Beauvau. Ayant vécu autour d'elle depuis les difficultés de la Révolution, cette mort permit cependant à la duchesse de recentrer son existence sur elle-même et s'en va demeurer faubourg Saint-Honoré avec madame de Simiane et parfois au château du Val que Mme de Beauvau lui a laissé à sa mort, au château de Cirey, demeure de Mme de Simiane et au château de Mouchy, qui appartenait au prince.

### L'Empire et la Restauration
Les Poix vécurent tranquillement durant la période de l'Empire et le prince resta en dehors de toute activité politique. Just fut nommé Chambellan en 1806 grâce à Talleyrand dont il avait épousé la nièce, dame du Palais de l'Impératrice.
La Restauration fut accueilli comme une délivrance après les tristes dernières années de l'Empire et les pertes qu'il occasionna (mort du vicomte de Noailles etc.) Au retour des Bourbons, le prince est nommé lieutenant général et reprend ses fonctions de capitaine des gardes du corps du roi. Le 4 juin 1814, il est nommé Pair de France et promu deux mois plus tard  lieutenant-général du royaume.
Lors des Cent-Jours, il suit le Roi à Gand, puis regagne la France avec lui et reprend ses fonctions de capitaine des gardes du corps du Roi. En 1816, il transmet ces fonctions à son fils, le duc de Mouchy. En 1815, le prince de Poix récupère sa charge de gouverneur des Châteaux de Versailles et de Trianon, et secrétaire général du gouvernement de Versailles. À ce titre, il représente le roi à Versailles et a en plus le soin de tout ce qui regarde la fabrique et l'œuvre de la paroisse Saint-Louis. Par lettres patentes du 20 décembre 1817, il est créé duc-pair héréditaire, sur institution d'un majorat-pairie.
En 1818, il est impliqué, avec le duc de Gramont, en homicide involontaire et complicité d'homicide involontaire commis sur la personne du feu comte de Saint-Morys. Il meurt le 15 février 1819 à Paris. Son éloge est prononcé à la Chambre des pairs par Armand-Maximilien-François-Joseph-Olivier de Saint-Georges, marquis de Vérac, époux d'une de ses nièces et son successeur dans ses fonctions à Versailles.
La princesse affaiblie par cette perte subit alors deux opérations successives qui échouèrent et dut se résigner à ne plus habiter Mouchy. Ses uniques distractions furent la lecture à haute voix et la conversation car sa nombreuse parenté se rassembla autour d'elle, comme du chef de la famille. La princesse de Craon se dévoue auprès d'elle à cette période et l'accompagnera jusque dans ses derniers moments. Elle réglait ses journées scrupuleusement: la princesse passait la matinée en famille puis faisait une promenade en voiture, se faisait lire ses lettres et dictait celles qu'elle désirait envoyer et enfin se faisait lire les journaux, étant passionnée par la politique. Enfin, le soir elle recevait la cour et la ville et son salon ne désemplissait pas. Pozzo di Borgo, MM de Lally et de Montesquiou en étaient les visiteurs les plus assidus. Durant la belle saison, la princesse se rend au Château du Val dans la forêt de Saint-Germain-en-Laye où elle se sentait vraiment chez elle et où elle recevait tout ce qui comptait. Le soir, elle y donnait un loto, seul jeu auquel elle put jouer et qui l'amusait fort. Louis XVIII qui recevait la princesse avant sa cécité, lui rendait désormais visite une fois par an durant l'été.
Ses dernières années furent obscurcies par la perte de sa chère amie, madame de Simiane, puis par celle aussi douloureuse de son fils aîné qui disparut neuf mois avant elle. Elle s'éteignit entourée des siens. Selon sa descendante, la vicomtesse de Noailles qui écrit sa biographie en 1855 : « aveugle & souffrante, elle était encore ce qui s'appelle jolie ».

## Demeures de la princesse de Poix
- Château du Val à Saint-Germain-en-Laye : hérité à la mort de sa belle mère la princesse de Beauvau
- Château de Fléville : hérité à la mort de son père, le prince de Beauvau[1].
- Château de Mouchy : appartenant à son époux après la mort de ses parents.